# ミス奄美黒糖焼酎
ミス奄美黒糖焼酎（ミスあまみこくとうしょうちゅう）は、奄美黒糖焼酎のPRを目的とした活動の中で、毎年秋に選出される女性。奄美黒糖焼酎の業界組織である鹿児島県酒造組合が主催し、ミス薩摩焼酎と同時に募集、選出される。任期は1年間で、奄美黒糖焼酎の宣伝のために鹿児島県内外のさまざまな催事等に参加する。

## 歴史
第1回（初代）のミス奄美黒糖焼酎は、2015年8月に募集され、書類審査、一次審査を経て最終選考に2名のファイナリストが残った。2015年11月1日に鹿児島市天文館で開催の第1回天文館本格焼酎まつりで決定した。
第2回は2016年8月に募集、10月10日にかごしま県民交流センターで最終選考会が開かれ、決定した。11月1日の本格焼酎の日に天文館本格焼酎まつりで任命式が行われ、一般にお披露目された。
第3回は2017年7月から募集、10月8日に鹿児島市勤労者交流センターで公開の最終選考会が開かれ、決定した。11月1日の本格焼酎の日に天文館本格焼酎まつりで任命式が行われ、一般にお披露目された。

## 応募資格
- 鹿児島県在住の20歳以上の焼酎が好きな女性。鹿児島県の焼酎及び焼酎文化に興味がある方。1年間に亘り、主催者が関係する行事に参加できる方。他のミスやそれに準じる賞を受賞し、活動している方は除く。ミスの名が付くが既婚でも応募できる。

## 賞金等
受賞者には10万円と、本格焼酎の副賞が与えられる。

## 歴代ミス奄美黒糖焼酎
- 第1回（2015年11月）- 崎本彩
- 第2回（2016年11月）- 脇田早希
- 第3回（2017年11月）- 宮原加代子
- 第4回（2018年11月）- 小森園明音